# Aleuropleurocelus sampsoni
Aleuropleurocelus sampsoni es un hemíptero de la familia Aleyrodidae, subfamilia Aleyrodinae.
Fue descrita científicamente por primera vez por Oscar Ángel Sánchez Flores y Vicente Emilio Carapia Ruiz en Sánchez-Flores et al. 2020

## Etimología
El epíteto específico sampsoni se refiere a W.W. Sampson, en reconocimiento a su contribución al conocimiento de la familia Aleyrodidae.

## Hospedero
Karwinskia humboldtiana (Roemer & Schultes) Zucc. (Rhamnaceae)

## Distribución
México: Tamaulipas (Victoria y Llera).